# ثلاثية باتمان ودراكولا
تحوي ثلاثية باتمان ودراكولا ثلاث روايات أمريكية مصورة، (باتمان ودراكولا- المطر الأحمر)، (باتمان - عاصفة الدم)، (باتمان - ضباب قرمزي)، كُتبت من قبل (دوگ مينش) بمساعدة (كيلي جونز).
نُشرت الروايات المصورة عبر عالم دي سي ضمن (إيلس ورلد) وهي سلسلة تتضمن روايات مصورة تقع أحداثها خارج الخط الزمني لأحداث عالم دي سي.
أقنع (دوگ مينش)، (كيلي جونز) والذي كان مُعجبًا بأعمال دوگ مينش، بعدما أكمل الأخير الفصل الأول من الرواية لِينضم (جونز) إلى المشروع. حصدت الثلاثية مكانتها الخاصة بين عالم دي سي للقصص المصورة.
تقع أحداث الرواية بعيدًا عن أحداث عالم دي سي ورواية دراكولا لِكاتبها (برام ستوكر) إذ تبدأ في عالم موازٍ يكتشف باتمان الكونت دراكولا وأتباعه وهم يتغذون على مشردي مدينة جوثام. يتحول باتمان هذا العالم الموازي إلى مصاص دماء كي يُجاري قوة الكونت دراكولا الخارقة، مُتنكرًا بزي مخلوقٍ غريب يظهر ليلاً، يصبح باتمان أُسطورة رعبٍ حية. في سبيل إنقاذ المدينة من أتباع الكونت دراكولا، يستخدم باتمان قوته بشكلٍ مفرط، ويبدأ يفقد سيطرته على تعطشه للدماء، ليقع ضحيته عدوهُ اللدود (الجوكر)، ويدخل باتمان نوبة قتل متتالية ينهي فيها تقريبًا حياة جميع أعدائه القدامى ومجرمين آخرين، قبل أن يغرز ألفريد (خادم باتمان الشخصي) وجيم جوردن (ضابط في شرطة مدينة جوثام) وتدًا في باتمان. يحاول كلٌ من (تو فيسيس) و(كلير كروس) اللذين نجيا من براثن باتمان التخلص من الأخير مرة واحدة وإلى الأبد.
لاقت رواية باتمان و دراكولا رواجًا في (إيلس ورلد)، إذ دُرجت في دايموند كوميس ديستبيورس (هي شركة توزيع أمريكية للكتب الهزلية تخدم تجار التجزئة في أمريكا الشمالية وجميع أنحاء العالم. إذ ينقلون الكتب المصورة والروايات المصورة من كل من ناشري الكتب المصورة الكبار والصغار، أو الموردين، إلى تجار التجزئة، بالإضافة إلى منتجات الثقافة الشعبية الأخرى مثل الدمى والألعاب والملابس).
ثمنت الجرائد ثلاثية باتمان ودراكولا لما تحويه من قصة وعمل فني عظيم.
لحق اختتام الثلاثية العديد من الأعمال الروائية المصورة لعالم دي سي والتي تدور أحداثها في عالم باتمان ودراكولا، بينما ظهر باتمان مصاص الدماء بشكلٍ منفرد ببعض الكتب غير المصورة.

## عناوين

### باتمان ودراكولا: مطر أحمر (1991)
يُحقق باتمان في قضايا قتل متسلسلة لمشردي مدينة جوثام يجمع بينهم الحلق الممزق، يتوصل فيما بعد إلى أن الجاني هو عائلة من مصاصي الدماء يقودهم الكونت دراكولا. تُقرر تانيا، أحد أفراد عائلة مصاصي الدماء، خيانتهم ومساعدة باتمان وذلك بِعضه ليتحول إلى مصاص دماء، يكتسب باتمان القوة اللازمة لمواجهة الكاونت دراكولا وأتباعه متمسكًا بما تبقى من إنسانيته. تقول تانيا إن دراكولا صنع أتباعًا لا تُجدي قوتهم نفعًا أمام قوة الكونت.
يستدرج باتمان أتباع دراكولا إلى (كهف الوطواط) لأجل القضاء عليهم، تعمل تانيا وأصحابها على إلهاء أتباع الدراكولا ريثما يطلق باتمان عبوات متعددة ليتفجر (قصر واين) بهم ويودي بحتفهم. يواجه باتمان بعدها الكونت دراكولا ويضعه في خازوق خشبي ليقضي عليه تمامًا، تكون إنسانية باتمان ضريبة هذه المعركة، يقف باتمان منتصرًا في مشهدٍ أخير، يخبر ألفريد بأنه قد أصبح خالدًا بينما ينزف الكونت دراكولا آخر قطرات دمه.
تُعد رواية باتمان ودراكولا: مطر أحمر رابع أكثر الكتب المصورة طلبًا عام (1991) وفق إحصائية (دايموند كوميكس ديستربيوترس دي سي) والحاصلة على الترتيب السابع عشر لأكثر الكتب المصورة مبيعًا خلال السنة.

### باتمان: عاصفة الدم (1994)
يقود (الجوكر) ما تبقى من أتباع الكونت دراكولا، بعد إقناعهم بقيادته لهم.